# Alfred Stephenson
Alfred Stephenson (Norwich, 25 de noviembre de 1908-Southampton, 3 de julio de 1999) fue un topógrafo y explorador polar británico.

## Biografía
Stephenson nació en Norwich, Inglaterra y se educó en la Norwich School. A los doce años asistió a una conferencia pública de Ernest Shackleton que inspiró su interés en las regiones polares. Continuó estudiando geografía en el Saint Catharine's College de Cambridge, donde se hizo amigo de Frank Debenham, que había estado en la expedición Terra Nova dirigida por Robert Falcon Scott entre 1910-1913.
Después de graduarse, Stephenson participó en la expedición británica de la ruta aérea ártica en Groenlandia como jefe de topografía. En condiciones polares a menudo difíciles, la expedición examinó un área estratégica de Groenlandia valiosa para la ruta aérea de gran círculo entre las islas británicas y Norteamérica, trabajo por el cual Stephenson recibió la Medalla Polar. A pesar de su inexperiencia como escalador, mantuvo el récord de altitud del monte Forel en 3338 metros junto con su compañero Lawrence Wager durante muchos años, a pesar de que no pudieron alcanzar la cumbre de 3383 metros de altura debido a la cúpula de hielo en la parte superior.
En 1932, durante el Año Polar, formó parte de otra expedición británica al ártico. Entre 1934 y 1937 fue topógrafo y meteorólogo de la expedición británica a la Tierra de Graham en la Antártida.
Durante la Segunda Guerra Mundial formó parte de la RAF como instructor jefe en la Central Allied Photo Interpretation Unit. Por su trabajo en la formación de intérpretes y ayudar a desarrollar nuevas técnicas de interpretación fotográfica, fue nombrado oficial de la Orden del Imperio Británico. En 1945 ingresó en la Escuela Imperial de Londres, donde estuvo involucrado en la enseñanza y la investigación hasta su jubilación en 1972. Entre 1956 y 1996 fue secretario honorario del Club Antártico.
En 1982 visitó nuevamente Groenlandia y dos años después, con motivo del 50 aniversario de la expedición británica a la Tierra de Graham, regresó a la península Antártica como invitado del British Antarctic Survey.

## Legado
El monte Stephenson, el pico más alto en la cordillera Douglas de la Antártida, y el nunatak Stephenson, en la parte sureste de la isla Alejandro I, llevan su nombre.